# Flatocerus dentifemura
Flatocerus dentifemura är en insektsart som beskrevs av Zheng, Z. 2003. Flatocerus dentifemura ingår i släktet Flatocerus och familjen torngräshoppor. Inga underarter finns listade i Catalogue of Life.